# Heike Lätzsch
Heike Lätzsch, nach Heirat Heike Wedekind, (* 19. Dezember 1973 in Braunschweig) ist eine ehemalige deutsche Hockeynationalspielerin, die 2004 Olympiasiegerin wurde.  

## Biographie
In ihrer Schulzeit spielte sie für die Braunschweiger Clubs THC und Eintracht. Nach dem Abitur ging sie für sechs Monate nach Paris, wo sie sich Stade Frances Paris anschloss. 1993 nahm Lätzsch in Köln das Studium der Rechtswissenschaft auf und trug bis zu ihrem Wechsel zu Rot-Weiss Köln 1998 das Dress von RTHC Bayer Leverkusen. Lätzsch wurde 1999 erstmals deutsche Meisterin mit Rot-Weiss Köln, nur ein Jahr später auch Europapokalsiegerin der Landesmeister. 2004 legte sie erfolgreich das 2. Staatsexamen ab und war danach für Medienunternehmen als Rechtsanwältin beratend tätig. Von 2009 bis Anfang 2016 arbeitete sie als Personalleiterin und Rechtsanwältin bei dem Kölner Medien-Dienstleister Unicepta Gesellschaft für Medienanalyse mbH und ist heute als Justiziarin und zertifizierte Datenschutzbeauftragte für die datenschutz süd GmbH tätig.
Mit 16 Jahren wurde Heike Lätzsch 1990 erstmals in den A-Kader des Deutschen Hockey-Bundes berufen und spielte bis zu ihrem internationalen Rücktritt 2004 250 A-Länderspiele für Deutschland, wobei die Stürmerin 41 Treffer erzielte. Ihren größten Erfolg erreichte die Teilnehmerin bei vier Weltmeisterschaften und vier Olympischen Spielen mit dem Gewinn der Goldmedaille bei den Olympischen Spielen 2004 in Athen, nachdem sie bereits 1992 olympisches Silber in Barcelona erringen konnte und dafür am 23. Juni 1993 mit dem Silbernen Lorbeerblatt ausgezeichnet wurde.
Im Jahr 1999 wurde Lätzsch in die Weltauswahl berufen und nahm in diesem Zusammenhang in Ägypten an einem Spiel gegen den amtierenden Olympiasieger Australien teil.
Heike Wedekind war von Januar 2008 bis Ende 2009 Anti-Doping Beauftragte des DHB. Sie ist die Schwester des im Januar 1986 zusammen mit dem Jugend-Bundestrainer Günter Köppen bei einem Verkehrsunfall in der Nähe von Magdeburg tödlich verunglückten Hockey-Junioren-Nationalspielers Carsten Lätzsch.

## Internationale Erfolge im Hockey
- 1991   2. Platz   3. Damen-Europameisterschaft Brüssel
- 1992   Silber   Olympische Spiele Barcelona
- 1993   3. Platz   2. Juniorinnen-Weltmeisterschaft Terrassa
- 1995   3. Platz   4. Damen-Europameisterschaft Amstelveen
- 1997   2. Platz   Champions-Trophy in Berlin
- 1998   3. Platz   9. Damen-Weltmeisterschaft Utrecht
- 1999   3. Platz   Champions-Trophy in Brisbane
- 1999   2. Platz   5. Damen-Europameisterschaft Köln
- 2000   2. Platz   Champions-Trophy in Amstelveen
- 2004   Gold   Olympische Spiele Athen